# Ophiorrhiza munnarensis
Ophiorrhiza munnarensis är en måreväxtart som beskrevs av Cecil Ernest Claude Fischer. Ophiorrhiza munnarensis ingår i släktet Ophiorrhiza och familjen måreväxter. Inga underarter finns listade i Catalogue of Life.